# Јонтофореза
Јонтофореза је један од најједноставнијих, најсигурнији и најекономичнијих облика електротерапије и електродијагностике заснован на примени једносмерна струја ниске волтаже. Јонтофореза се показала као сигурно, ефикасно и економично средство за примарно лечење палмарне и плантарне хиперхидрозе и других дерматолошких болести. Вишедеценијска клиничка искуства и истраживања показују значајно смањење прекомерног палмоплантарног знојења са минималним нуспојавама. Да би се постигли најбољи резултати јонтофорезе, здравствени радници морају да обезбеде добру едукацију пацијенат о механизму деловања и користима употребе јонтофорезе како би након болничког лечења пацијенати могли успешно да наставак лечења код куће или амбулантно у лекарској ординацији.
Јонтофореза се може комбиновати и са другим третманима хиперхидрозе, као што су топикални антиперспиранти и инјекције ботулинског токсина.

## Опште информације
Јонтофореза је унос у тело, преко интактне коже јонизоване супстанце (лека), или растворњиивих јона соли применом једносмерне струје. Метод је заснован на принципу електролизе уз чију помоћ се нпр. кухињска со (натријум хлорид (NaCl), у облику раствора подвргава јонизацији. У том процесу промена концентрација позитивних јона Na и негативних јона Cl ; налази примену у ендодонцији или дерматологији.
Изводи се тако што се влажни сунђери са електродама причврсте за шаке, табане или се поставе у пазушне јаме и затим се кроз њих у одређеном временском трајању пропушта једносмерна струја ниске волтаже (максималне јачине 20 мА).
Учинак јонтофорезе је привремен (реверзибилан), и зато се она мора понављати у одређеним временским интервалима (недељно или месечно). Механизам деловања јонтофорезе је непознат.
Због ограниченог начина примене и због нешто веће иритације коже пазушне јаме у односу на кожу табана и дланова, јонтофореза се ретко примењује у лечењу пазушне хиперхидрозе.
Компензациони облик хиперхидрозе се код јонтофорезе никада не појављује.

## Примена
Године 1936, Ichihashi је примењивао разна средства као што су; атропин, хистамин и формалдехид како би доказао да се знојење дланова може смањити јонтофорезом. Његова истраживања су остала готово непримењена у медицинској пракси све до 1952, када су Боуман и Груенвалд (Bouman and Gruenwald) објавили своју студију, након лечења 113 болесника и у њој приказали позитивне учинке јонтофореза у лечењу хиперхидрозе дланова и табана, и доказали да се и без додавања јонизујуће супстанце постижу исти терапијски ефекат као и применом обичне воде са чесме.
Левит је 1968. први приказао једноставан галвански уређај чијом употребом је могао да ублажи хиперхидрозу у 85% оболелих.
У студији коју су објавили Reinauer S, Neusser A, Schauf G, Holzle E, након лечења јонтофорезом 25 пацијената са хиперхидрозом дланова, престанак симптома јављао се у просеку након 11 третмана (30 минута по третману најмање четири пута недељно), применом воде са чесме. Код оних пацијента који не реагују на воду из славине у току јонтофорезе, у воду се могу додати антихолинергичне супстанце.
Потпуни престанак знојења након јонтофорезе обично траје једну до две недеље и знојење се брзо враћа без примене терапије одржавања.
Јонтофоретско давање лекова нуди алтернативу хиподермичном убризгавању кортикостероида (које је јако болно), уз повећани комфор и смањење системских и локализованих нежељених ефекате. Она омогућује краткотрајно давање кортикостероида и избегава нелагодност које изазива убадање игала на већ нежно подручје ткива. Такође избегавање употребе хиподермичке игле спречава даљу трауму ткива и елиминише ризик од инфекције на месту убризгавања. Такође, ризик од потенцијалне некрозе и/или слабљења тетива повезан са болусним убризгавањем кортикостероида јонтофорезом је елиминисано.

## Нежељена дејства
Нежељена дејства након примене јонтофорезе (која су јако ретка), могу се јавити у облику;
- осећаја паљења и пецкање по кожи третираног подручја,
- претерано сувих дланова,
- испуцале коже.

Нежељена дејства могу се спречити смањењем учесталости јонтофорезе и применом вазелина.

## Компликације
Као теже компликације након јонтофорезе могу се јавити еритем и појава ретких везикула на кожи које се могу (ако је то потребно) лечити применом креме 1% хидрокортизона.